# William H. French

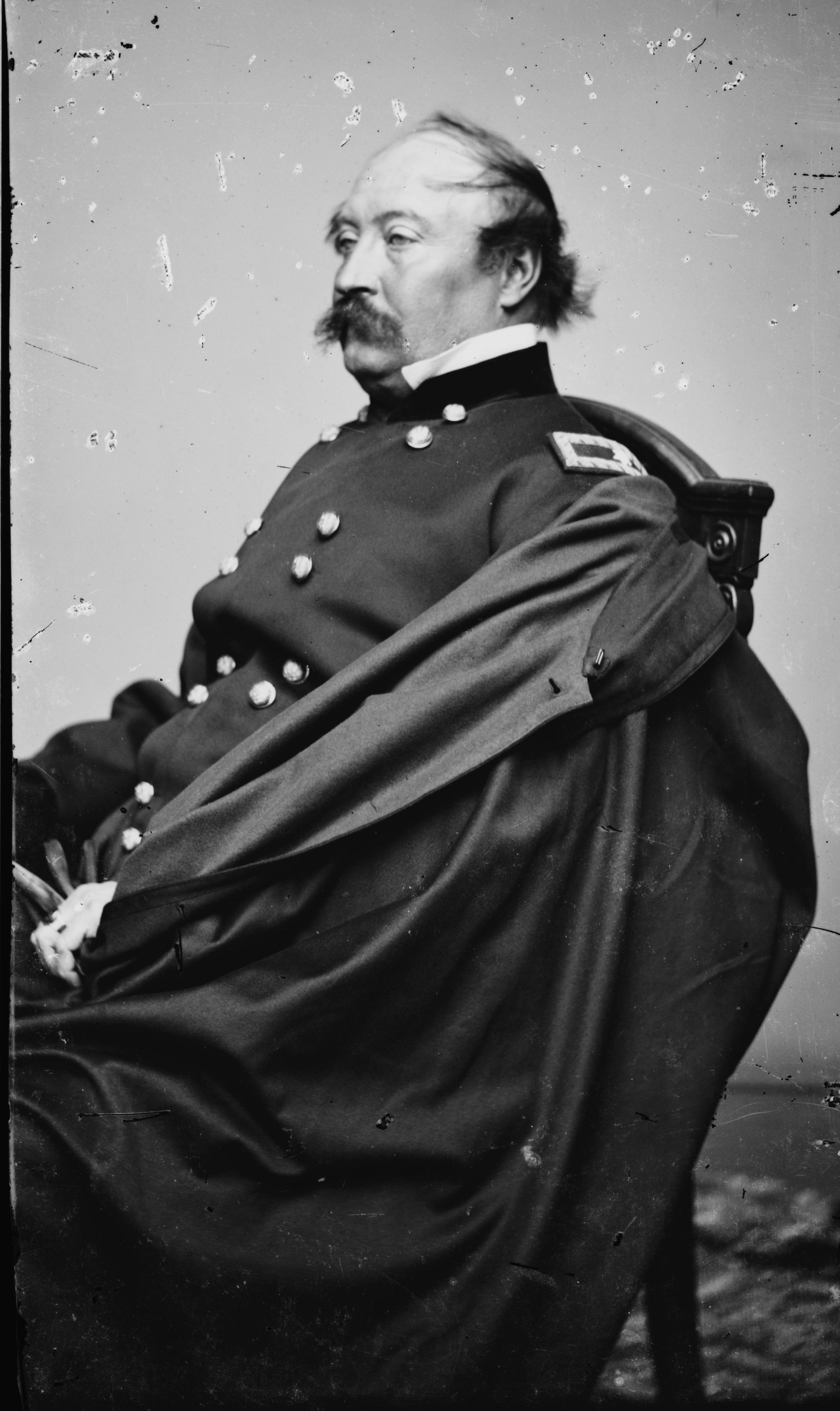
William H. French

William Henry French (* 13. Januar 1815 in Baltimore; † 20. Mai 1881) war ein Berufsoffizier der United States Army und General im Amerikanischen Bürgerkrieg. 

## Leben
William H. French wurde in Baltimore, Maryland, geboren. Er machte an der Militärakademie in West Point, New York 1837 seinen Abschluss und wurde zum Leutnant der Artillerie ernannt.
Er diente kurz im Zweiten Seminolenkrieg und anschließend in einer Garnison an der kanadischen Grenze. von 1837 bis 1838. 
Im Amerikanisch-Mexikanischen Krieg diente er unter General Franklin Pierce als Aide-de-camp und im Stab von General Robert Patterson. Er war in der Schlacht von Veracruz erfolgreich und erhielt zwei Brevet-Beförderungen, zum Hauptmann nach der Schlacht von Cerro Gordo und zum Major nach der Schlacht von Churubusco. Von 1850 bis 1852 kämpfte French wiederum gegen die Seminolen-Indianer in Florida. Er wurde in dieser Zeit Mitautor eines Militärlehrbuches. 
Mit Beginn des Bürgerkrieges wurde er als Hauptmann der regulären Streitkräfte mit dem 1. U.S. Artillerieregiment in Eagle Pass, Texas stationiert. Seine Garnison ergab sich den Texanischen konföderierten Behörden. French führte seine Leute zum Rio Grande und segelte dann über den Golf von Mexiko nach Key West, Florida, wo ein Unionsmilitärposten sie aufnahm. Er wurde zum regulären Major befördert und Kommandant des Stützpunktes. Zusammen mit der United States Navy versuchte er den Sklavenhandel über die See zu unterbinden.
Einige Zeit später, noch 1861, wurde er zum Brigadegeneral des Freiwilligenheeres befördert.
Er führte eine Brigade des II. Korps der Potomac-Armee im Halbinsel-Feldzug. 
French nahm an der Schlacht bei Yorktown, der Schlacht von Fair Oaks, am Oak Grove, bei Gaines’ Mill, Savage’s Station, Glendale und der am Malvern Hill teil. 
Er erhielt viele Belobigungen für seine Aktionen und wurde zum Divisionskommandeur während des Nordvirginia-Feldzuges ernannt. Er nahm an der Schlacht am Antietam und der Schlacht bei Chancellorsville teil.
Während des Gettysburg-Feldzuges kommandierte er Teile des VIII. Korps und den Bezirk Harpers Ferry, West Virginia. 
Er übernahm anschließend das Kommando über das III. Korps. French rückte während des Mine Run-Feldzuges nach Meinung von General George G. Meade deutlich zu langsam gegen Lees Armee vor. Dies kostete French die militärische Reputation. French wurde aus dem Freiwilligenheer im Zuge der Neuordnung im Mai 1864 entlassen und kehrte zum Berufsheer zurück.
Er arbeitete im Stab in Washington D.C. Seine Laufbahn beendete er als Regimentskommandeur des 4. U.S. Artillerieregiments im Dienstgrad Oberst. 
Nach dem Bürgerkrieg kommandierte er von 1865 bis 1872 das 2. Artillerieregiment an der Pazifikküste, einschließlich Fort McDowell, in der Bucht von San Francisco, 1875 Fort McHenry nahe Baltimore. 1880 wurde er auf eigenen Wunsch pensioniert.